# Elektrofysik
Elektrofysik är en gren inom fysiken som studerar sambandet mellan elektriska och andra fysikaliska fenomen.
Inom tillämpad elektrofysik (elektroteknik) studeras sådant som elektricitet och elektromagnetism. Några områden inom detta fält är telekommunikation, radar och elkraftteknik.